# Shotton (stacja kolejowa)
Shotton (ang: Shotton railway station) – stacja kolejowa w miejscowości Shotton, w hrabstwie Flintshire, w Walii. Znajduje się na skrzyżowaniu North Wales Coast Line i Borderlands Line oraz jest zarządzana przez Arriva Trains Wales.
Stacja Shotton jest podzielona na dwie części: poziom górny znajduje się na Borderlands Line; poziom dolny na North Wales Coast Line. Każdy poziom ma dwa perony boczne i dwa tory. Stacja jest czynna w dni powszednie i tylko w sobotę rano. 
Obie linie przecinają się pod kątem prostym.

## Linie kolejowe
- North Wales Coast Line
- Borderlands Line